# 文礼治
文禮治（1927年8月21日—2022年10月23日），第126任澳門總督。
生於葡萄牙仙達靈縣，高級技術學院電力工程系碩士。1953年加入蘇利花美重工業公司研究部工作。1957年起任該公司在安哥拉所設的工廠的總經理助理。1960年至1976年間他分別出任該公司董事會助理總經理及董事。在同一期間他擔任重型設備工業聯會主席及葡國廠商會理事。1983年任海事部部長，後擔任第九屆立憲政府社會設備部部長。
1987年7月9日，文禮治在里斯本貝寧宮宣誓就職為第126任澳門總督。總統马里奥·苏亚雷斯、總理阿尼巴爾·卡瓦科·席爾瓦及國會主席，第125任澳督馬俊賢也參加儀式；但其後被傳媒信揭發涉嫌於澳門國際機場項目受賄，因此被迫在1991年辭任澳督。
卸任後他在亞倫地祖北部投資酒店及哥爾夫球場項目發展旅遊，並開設皮革廠。數年後因缺乏資金維持發展，被地方法院變賣並拍賣該項目。
文禮治於2022年10月23日於里斯本聖若瑟醫院逝世。